# Fremad Amager
El Fremad Amager es un equipo de fútbol de Dinamarca que juega en la Segunda División de Dinamarca, la tercera liga de fútbol más importante del país.

## Historia
Fue fundado en el año 1910 en la ciudad de Amager, siendo un equipo que la mayor parte de su historia la ha pasado en la Primera División de Dinamarca, 1 categoría más arriba de donde se encuentra actualmente. Ha estado en 20 torneos de la Superliga danesa, pero nunca ha salido campeón, lo más cerca que ha estado de un título importante ha sido en la Copa del año 1972, donde perdió la final ante el Vejle BK.
A nivel internacional ha participado en 1 torneo continental, en la Recopa de Europa de Fútbol de 1972/73, donde fue eliminado en la Primera Ronda por el KS Besa Kavajë de Albania.
En la temporada 2008/09 se fusionaron con el Dragør Boldklub, Kastrup Boldklub y Kløvermarken FB para crear al FC Amager, pero el proyecto fracasó por problemas financieros, al punto de que quedaron en bancarrota en el 2009.

## Palmarés
- Copa de Dinamarca: 0
  - Finalista: 1

1972

## Participación en competiciones de la UEFA
| Temporada | Torneo         | Ronda | Club           | Casa | Visita | Global  |
| --------- | -------------- | ----- | -------------- | ---- | ------ | ------- |
| 1972-73   | Recopa Europea | 1     | KS Besa Kavajë | 1-1  | 0-0    | 1-1 (v) |